# Catherine Charlotte de Gramont
Catherine Charlotte de Gramont (1639 – 4. června 1678) byla sňatkem Ludvíka I. monackou kněžnou. Byla známá hlavně svým mileneckým poměrem s francouzským Ludvíkem XIV.

## Život

### Mládí
Catherine Charlotte de Gramont byla nejstarší dcerou vévody Antonína III. de Gramonta a jeho manželky Françoise Marguerite du Plessis, neteře kardinála Richelieu. Jejím starším bratrem byl Guy Armand de Gramont, oslavovaný vévoda známý svou arogancí a dobrým vzhledem. Díky tomu se stal milencem orleánského vévody Filipa, králova bratra.
Catherine byla vzdělávána na módní klášterní škole v Paříži, kam chodily dívky z nejvyšších aristokratických rodin. Byla popisována jako sofistikovaná, temperamentní a velmi vtipná kráska. Byla oboustranně zamilovaná do svého bratrance Antonina Nompara, markýze de Puyguilleim. Když její otec zamítl sňatek, stali se tajnými milenci.

### Vévodkyně z Valentinois
V březnu roku 1660 byla Chatherine provdána za Ludvíka de Grimaldi, druhého vévodu z Valentinois a dědice monackého trůnu. Společně měli šest dětí.
Manželství bylo uzavřeno z politických důvodů, aby se upevnily vztahy mezi Francií a Monakem a spojily se tak proti Španělsku. Catherine byla ideální volbou pro tento akt, navíc Ludvíka zaujala svou krásou. Catherine sama o své kráse pochybovala, jelikož její milenec s ní odmítl utéct, zároveň při uzavření sňatku byla starší než většina šlechtičen. Její manželství jí mělo zaručit jen dobré postavení u dvora, nakonec se tedy jejím manžel stal monacký princ. Po svatbě se pár usadil v Paříži a následně vstoupili na královský dvůr. Catherine udržovala i nadále svůj poměr s bratrancem.

### Kněžna monacká
V roce 1662 nastoupil její manžel na trůn a Catherine se tak stala monackou kněžnou. Catherine Charlotte jej musela do Monaka následovat i přes to, že nechtěla. Její milenec Puyguilleim ji doprovázel v přestrojení. V Monaku zůstala tři roky. Pobyt zde se jí vůbec nelíbil, v té době žili na knížecím dvoře pouze příbuzní jejího manžela a typický společenský dvorský život tu téměř neexistoval.
V roce 1665 se spolu s manželem vrátili do francouzského královského dvora, kde měla Catherine sloužit jako dvorní dáma princezny Henrietty Stuartovny, manželky Filipa Orleánského. Její teta Suzanne Charlotte de Gramont, markýza de Saint Chaumont, byla také členkou dvora princezny jako guvernantka svých dvou dcer, Marie Luisy a Anny Marie. Catherine stále udržovala vztah se svým bratrancem, ale také se zapletla z vévodou de Guiche. Byla známá svou krásou a humorem, přitahovala pozornost mužů, včetně samotného krále.
Princezna Henrietta povzbudila Catherine, aby se nebála začít si poměr s králem a odlákala ho od jeho současné milenky Louise de la Vallière. Dělala si tak naděje, že by se vrátil zpět k ní. Románek Catherine a Ludvíka XIV. ale nevydržel dlouho v tajnosti a vzbudil ve dvoře poprask. Rozrostlo se napětí mezi třemi muži – králem Ludvíkem, jejím manželem a vévodou de Guiche, který nakonec dvůr opustil a šel do války. Nakonec král Ludvík svou milenku Louise de la Vallière, ale k Henriettě se po románku s Catherine nevrátil. Namísto toho započal nový vztah s Madame de Montespan.
V roce 1668 měla Catherine poměr s rytířem rytířem de Lorraine, milencem králova bratra Filipa I. Orleánského a manželem princezny Henrietty. Henrietta je oba považovala za své nepřátele a zasloužila se u krále o to, aby byla Catherine ze dvora vyhnána. V té době se také oženil Catherinin milenec Puyguilleim oženil. Vrátila se tedy zpět do Monaka, kde žila následující čtyři roky.
V roce 1672 bylo Catherine povoleno navrátit se do Paříže, kde se měla stát dvorní dámou královy milenky Madame de Montespan. Po roce tuto pozici opustila, ale dostala svůj vlastní dům v Paříži. V následujících letech těžce onemocněla, nejspíš měla rakovinu.
Catherine Charlotte zemřela v Paříži dne 4. června 1678 ve věku 39 let.